# A romlás démonai
A romlás démonai (Les Héroïnes du mal) 1979-ben bemutatott  francia erotikus filmdráma.
Walerian Borowczyk alkotásának három epizódja – Margherita; Marceline; Marie – különböző korokban játszódik. Az első epizód női főszerepét a rendező kései filmjeinek múzsája, Marina Pierro alakítja. A középső történet André Pieyre de Mandiargues egyik novellája alapján készült. Egy másik Mandiargues-novellán alapul Borowczyk öt évvel korábbi szkeccsfilmje, az Erkölcstelen mesék (1974) legelső epizódja, A dagály. Az Erkölcstelen mesék harmadik történetének (Báthory Erzsébet) egyik szereplője, Pascale Christophe alakítja A romlás démonai harmadik epizódjának hősnőjét. Amíg az Erkölcstelen mesék epizódjai visszafelé haladnak az időben, addig A romlás démonai történetei időrendben elevenednek meg. 
A film a hazai szakirodalomban A romlás hősnői  és A hősnőben van a hiba címmel is előfordul. 
Borowczyk alkotását a magyar mozik nem mutatták be, a televízió 1-es csatornája vetítette az 1990-es évek elején egyetlen alkalommal, éjfél utáni kezdéssel.

## Az epizódok

### Margherita

#### A cselekmény
|  | Alább a cselekmény részletei következnek! |

„Raffaello elhunyt 1520-ban Róma romjai között szerzett meghűlése következtében.”

(Théodore Mocon, 1506–1571)
„Raffaello elhunyt 1520-ban gyönyörtől elgyötörve.”

(Giorgio Vasari, 1512–1574)

Tomaso és Margherita (Gérard Falconetti és Marina Pierro)

Egy csodaszép napon indul a történet. A természet lágy ölén Margherita, a péklány szerelmeskedik kedvesével, a daliás Tomasóval. E szavakkal búcsúzik tőle: „Soha nem csallak meg.” Hazafelé vezető sétája közben találkozik a fiatal festővel, Raffaellóval. Ő lesz a művész múzsája és következő szeretője. Raffaello megtisztelő és jövedelmező felkérést kapott magától a pápától, de nem akarja elfogadni a munkát. Számára ugyanis az több hónap bezártságot jelentene, ő viszont ragaszkodik a szabadsághoz. Mikor Margherita megjegyzi, hogy közös életükhöz pénzre is szükség van, a festő közli, hogy igen gazdag mecénásai vannak, nincs szüksége a pápa pénzére. Őszentsége és kísérete ezalatt felkeresik Michelangelót, aki éppen meztelen fiú modelljeivel játszadozik. A látogatók érkezésére a csupasz ifjak gyorsan elrejtőznek. A pápa bejelenti, hogy Itália legnagyobb nőcsábásza, Raffaello is neki fog dolgozni. Megmutatja Michelangelónak a festő egyik képét, mely három gráciát ábrázol. Michelangelo lefitymálóan nyilatkozik a festményről, szerinte ha egy művész képtelen ábrázolni a nagy hasizom feszülését, inkább hájat vagy bő ruhát fest modelljére. Őszentsége tagadja, hogy előre kifizette volna Raffaellónak a munkadíjat, 500 dukátot. Azt állítja, csak 50-et adott előlegbe. A lakosztályába visszatért pápához vendég érkezik: Giulio Romano, Raffaello tanítványa. Mestere megbízásából jött, aki sajnálattal kénytelen visszautasítani Őszentsége felkérését, és visszaküldi az 500 dukátot is. Raffaello műtermét felkeresi Bernardo Bini bankár, a művész egyik mecénása. Valójában azért jött, hogy lássa a festő modelljét, a péklányt, akinek szépségéről már annyit beszélnek. Persze azért nem bújik ki a bőréből, megkísérli a felére alkudni a Raffaello által kért előleget. Végül átadja a teljes összeget, az 1000 dukátot. Távozik, de utána visszalopakodik, hogy a kulcslyukon át meglesse a festőt és a modellt. Pórul jár, Raffaello ugyanis a kulcslyukon keresztül egy éles eszközt döf a kíváncsi bankár szemébe. Bini ordítva távozik.
A festő úgy dönt, mégis elvállalja Őszentsége felkérését. A pápa nagyvonalúan még meg is toldja a munkadíjat, s az ellen sincs kifogása, hogy Raffaello egy bonyolult szerkezet segítségével rejtőzzön el az épületben a kíváncsiskodó tekintetek elől. Megkezdődik a munka. Margherita megsértődik azon, hogy Raffaello újra szőke hajat fest neki. A művész azonban elmagyarázza, hogy lentről a világos színek sötétnek látszanak, s akik onnan nézik majd a mennyezeti freskót, sötétnek fogják látni a lány haját. Bini nem mondott le arról, hogy Margherita közelébe férkőzzön. Ám hasztalan próbálkozik, mert Raffaello alaposan megtréfálja őt, amikor beengedi abba a labirintusba, amely a munkaterülethez vezetne. Az ismételten pórul járt bankár azonban kitartóan készülődik a szerelmi együttlétre, ínyencségeket és ajzószereket vásárol. Az eladó elmondja, hogy miből mennyit fogyasszon, és figyelmezteti, hogy cseresznyét egy szemet se egyen. Egyik éjszaka Margherita azt mondja Raffaellónak, hogy rosszat álmodott, attól fél, hogy apjának valami baja esett. Egyetlen nap szabadságot kér a festőtől. Útja azonban nem haza, hanem Binihez vezet. A bankár büszkén mutogatja értékeit és a tervezett szerelmi együttlét rafinált kellékeit. Cseresznyés süteményeket is készített: van közöttük olyan, amelyik csak mély álomba szenderít, de olyan is, amelyik örökre elaltatja az embert. Utóbbit szánja Raffaellónak. A lány előre kéri a megígért kincseket, s csak utána hajlandó Bini kedvére tenni. Reggel ő ébreszti fel a férfit, akinek cseresznyés süteményt kínál reggelire. Bininek fogalma sincs arról, hogy Margherita titokban kicserélte a cseresznyéket a süteményeken. A lány távozik, visszatér Raffaellóhoz. Boldogan újságolja, hogy apjának semmi baja, sőt süteményt is küldött vele. A fiatalok szerelmeskedni kezdenek, s persze az ízletes süteményt is elfogyasztják. Ezalatt Bini odahaza görcsökben fetreng. Utolsó erejével egy kérdést présel ki a száján: „Hol van a péklány?” Utána kileheli a lelkét. A városban félrehúzzák a harangokat, ugyanis Raffaello a halálán van. Őszentsége Michelangelót szeretné felkérni a munka befejezésére. Raffaello csupasz testét lehozzák a festőállványról. Nincs már sok ereje, csupán egy kérdést tud kinyögni, mielőtt lelke visszatérne a Teremtőhöz: „Hol van a péklány?” Margheritát a mezőn látjuk viszont, amint kedvesének, Tomasónak mutogatja a sok-sok megszerzett kincset.

#### Főszereplők
- Marina Pierro (Margherita Luti)
- François Guétary (Raffaello Sanzio)
- Jean-Claude Dreyfus (Bernardo Bini)
- Jean Martinelli (a pápa)
- Noël Simsolo (Giulio Romano)
- Roger Lefrere (Michelangelo)
- Gérard Falconetti (Tomaso)
- Pierre Benedetti (az őrült festő)
- Philippe Desboeuf (a doktor)

#### A halál angyala
Évszázadok óta találgatás tárgya, hogy mi volt az oka Raffaello korai halálának – az ellentmondó magyarázatokra utal az epizódot bevezető két idézet is –, illetve ki volt a Mester egyik utolsó és legragyogóbb festménye, a La Fornarina (A péklány) modellje. Borowczyk története természetesen csak fikció. A Margherita a rendező egyik kedvenc témáját, a szexualitás és a halál kapcsolatát tárgyalja. A nyitó képsor, a hősnő és Tomaso szeretkezése a Borowczyk által gyakran alkalmazott beállításban látható: a lány ráfekszik egy hatalmas tárgyra (ebben az esetben egy kidőlt antik oszlopra), a férfi pedig hátulról hatol belé, miközben a lábak összekulcsolódnak. Ezt az egyik legélvezetesebb és legnépszerűbb szerelmi póznak tartják, s a beállítással Borowczyk azt sugallja, hogy ez az egyesülés mindkét fél számára örömteli. A jelenetben a fehér szín dominál, amely az akkori hiedelem szerint a halál színe volt, és a film későbbi jeleneteiben is hangsúlyt kap. Fehér macska jelenik meg, amikor Margherita először ül modellt Raffaellónak, és ugyanez az állat ül az ágy szélén, amikor a péklány mérgezett süteménnyel kínálja a festőt. Fehér porba zuhan a labirintusból a bankár Bini. Margherita pedig arról mesél, hogy apját fehér liszttel elborítva látta rémálmában. A bevezető képsor antik miliője nem öncélú látványosság a rendező részéről, aki ezzel valójában arra a feltételezésre utal, hogy Raffaello híres festménye, a filmben többször is látható A három grácia állítólag egy régi római freskó ihletésére született. A történet egyes későbbi beállításai szintén különböző híres festményeket idéznek meg. Borowczyk művészi látásmódja Raffaellóéval rokon: ő is a lágy, nőies formák és domborulatok szerelmese, szemben Michelangelo művészetével, ahol a férfiasság, a feszülő izmok dominálnak.  Művészet és valóság viszonyát fogalmazza meg Margherita és Raffaello röpke vitája a lány szőke hajáról a mennyezeti freskón, amelyen viszont a lentről szemlélődő sötétnek fogja látni a festett figura haját.
Margherita a férfiúi vágyak tárgya, aki azonban – a legtöbb Borowczyk-hősnőhöz hasonlóan – nem fogadja el a társadalom által ráosztott, alárendelt szerepet. Ezt fejezik ki azok a jelenetek, melyekben ragaszkodik ahhoz, hogy Raffaello olyannak fesse meg őt, amilyen a valóságban. Margherita a szexben is kezdeményező szerepet vállal. Amikor felkeresi Binit, maga óhajtja megválasztani, hogy milyen pozitúrában egyesüljenek. Szemrebbenés nélkül nézegeti a szeretkező párokat ábrázoló vetített rajzokat, és dönt az egyik mellett, gátlástalanul kinyilvánítva, hogy kedveli azt a szerelmi pózt, amelyben lábát fel tudja emelni. Persze nem minden ok nélkül választja éppen azt a testhelyzetet: enyelgés közben ugyanis lábujjaival ügyesen mozgatni tudja az ágy melletti szekrény fiókjait, és gyilkos tervében ennek fontos szerepe van. Ez a képsor Borowczyk egyik korábbi filmje, A bűn története (1975) gyilkossági jelenetét idézi fel, amelyben Ewa szeretkezés előtt szintén kicsalja a pénzt a vágytól elvakult gróftól, mielőtt végezne vele. Margherita pontosan ugyanazokkal a szavakkal búcsúzik Tomasótól a film elején, mint amelyekkel a Párizsba utazó Sigismond (Joe Dallesandro) búcsúzik indulás előtt a feleségétől (Mireille Audibert) Borowczyk Periféria (1976) című alkotásában: „Soha nem csallak meg.” Egyikőjük sem tartja meg az ígéretét, ám amíg Sigismond megbűnhődik hűtlenségéért, addig Margherita győzelmet arat a férfiak uralta világban. Hódolóinak adja egyetlen kincsét, amellyel rendelkezik – gyönyörű testét –, hogy megszerezze tőlük azt a kincset, amelyre szüksége van: imádói vagyonát.

#### Érdekességek
- Marina Pierro a rendező kései filmjeinek múzsája volt. Az Egy kolostor belsejében (1977) volt az első közös filmjük. További közös alkotásaik: Dr. Jekyll és a nők (1981), A szerelem művészete (1983), Szerelmi szertartás (1988).

- Jean Martinelli és Pierre Benedetti szerepeltek Borowczyk A bestia (1975) című nagy vihart kavart filmjében is. Martinelli abban is egyházi méltóságot, egy bíborost alakított, míg Benedetti volt Mathurin, a címbéli bestia. Philippe Desboeuf Savonarola szerepét játszotta az Erkölcstelen mesék negyedik epizódjában.

- A Margherita szeretőjét, Tomasót megformáló Gérard Falconetti nagyanyja Maria Falconetti színésznő volt, aki Carl Theodor Dreyer Jeanne d'Arc szenvedései (1928) című filmtörténeti klasszikusában minden idők egyik legemlékezetesebb alakítását nyújtotta. Gérard Falconetti 5 évvel A romlás démonai bemutatója után, 35 éves korában elhunyt.

### Marceline

#### A cselekmény
|  | Alább a cselekmény részletei következnek! |

Marceline a kertben (Gaëlle Legrand)

Marceline, a hamvas kamaszlány szülei házának kertjében kedvencével, a hófehér kisnyúllal játszadozik. A játékot a kapucsengő hangja szakítja félbe. A néger mészárosfiú, Petrus hozta házhoz a megrendelt bárányhúst. Petrusnak tetszik a lány, egy óvatlan pillanatban még a blúzába is benyúl. Marceline megriad, de a néger azt mondja neki, hogy ne féljen tőle, az ő kése nem bántja az olyan báránykát, mint a lány. Marceline beviszi a húst a konyhába. Floka, a szakácsnő zsörtölődik a kisnyúl miatt, mert az állat mindent összepiszkít. Marceline visszatér a kertbe. Leveti a ruháit, és meztelenül a fűre fekszik. Miközben testét simogatja, kedvenc játszótársához, a nyúlhoz beszél. Figyelmezteti, hogy ne menjen a vízparthoz, és óvakodjon a napfénytől. Ezalatt a házban Marceline édesanyja, Madame Cain zongorázik és skálázik. Közben utasításokkal látja el a szakácsnét, hogyan készítse el az ebédet. Floka elárulja, hogy a nyúl már megint összepiszkította a konyhát, mire az ingerült mama úgy dönt, hogy Marceline aznap csak salátát kap ebédre. Közben a kertben Marceline a gyönyör csúcsára juttatja saját magát, de gondolatai még ekkor is a nyúl körül forognak. Visszaviszi őt a ketrecbe, és salátalevelet ad neki. Csak ezután megy ebédelni, ahová Floka már jó ideje szólongatja. A mama sápítozva korholja lányát a viselkedése miatt, végül valóságos sírógörcsöt kap. Azt hajtogatja, hogy más anyáknak mennyi örömük telik a gyermekükben, csak épp neki nincs öröme Marceline-ben. Az apa ezalatt evés közben arról prédikál a lányának, hogy mit várnak el tőle: legfőképp tiszteletet mindkettőjük iránt. Ugyanekkor a mészárszéken a férfiak Petrusszal tréfálkoznak. Azt mondogatják neki, hogy sose fog tudni leölni egy bárányt, örökre kifutófiú marad.
Másnap szokatlanul nagy vidámság és kacarászás közepette készül az ebéd a Cain-házban. Marceline nem sejti a derűs hangulat okát. Kis kedvence ketrecét üresen találja. Azt hiszi, az állat a tilalom ellenére kiszökött a vízparthoz. Nincs ideje megkeresni, hiszen szólítják az ebédhez. Persze azért megkérdezi a szüleit, hogy tudnak-e valamit a nyusziról. Az apa azt feleli, hogy kivitte az állatot a fenyvesbe, Marceline majd ebéd után megkeresheti. Floka behozza a fő fogást, a szopós nyúlból készült ragut. Marceline kapja a gerincet. Szülei kaján vigyorral, kibuggyanó nevetéssel figyelik, ahogyan lányuk eszik. A szakácsnő is nevet. Az apa végül ünnepélyes szónoklatba kezd. Kifejti, hogy lánya már túl nagy ahhoz, hogy egy kisnyuszival babázzon. Amit tettek, az ő érdekében tették, és ha ízletesnek találta az ebédet, akkor remélhetően kellemes emlékei maradnak egykori kedvencéről. Marceline könnyes szemmel, de egy hang nélkül eszik tovább. Viselkedését szülei az irántuk való kegyetlenségként értelmezik. A lány egy kis ládikóba rejti kedvence csontocskáit, és bezárkózik a szobájába. Szülei hasztalan kopogtatnak az ajtaján. Apja szerint csupán elaludt, mert jóllakott, s arra se ébredne fel, ha egy gyilkos betörné az ajtót. Miután este elcsendesedik a ház, Marceline elszökik otthonról. Petrushoz megy. A néger fiú csodálkozik a kései látogatás miatt. Marceline azt mondja, szeretné látni azokat a bárányokat, melyeket Petrus másnap leöl. A néger azt állítja, ő tudja a legjobban megölni az állatokat. A csak ingerlő fehérneműt viselő, kifestett arcú lány felkelti a fiú vágyait. Nem bír uralkodni magán, rátámad Marceline-re, letépi a ruháit, és magáévá teszi a tiltakozó teremtést. Az aktus után kimerülten terül el a szalmán. Marceline feltámolyog a padlásra, és lefekszik a szénára. Lába közé nyúl: mindkét combja véres. Elalél. Petrus röviddel később utánajön. Az alélt lányról azt hiszi, hogy meghalt. Tette miatti elkeseredésében a néger fiatalember felakasztja magát. Kétségbeesetten vergődik a kötélen, amikor a zajra megjelenik a magához tért Marceline. Petrus utolsó erejével arra kéri a lányt, hogy segítsen rajta. Marceline felemeli ugyan a földön heverő bárányölő kést, de nem vágja le a kötélről Petrust. Hazamegy, leveti a ruháit. Meztelenül belopózik szülei hálószobájába, és egyetlen nyisszantással elvágja mindkettőjük nyakát. Nemcsak a néger fiú kését, hanem Petrus sapkáját is a fehér lepellel leterített holttestek mellé dobja. Hősnőnket az árvaházban látjuk viszont. Takarodó után mindegyik lány az ő ágyára telepszik, Marceline pedig belekezd a kisnyúlról szóló történetbe…

#### Főszereplők
- Gaëlle Legrand (Marceline Cain)
- Hassane Fall (Petrus)
- France Rumilly (Madame Cain)
- Yves Gourvil (Monsieur Cain)
- Lisbeth Arno (Floka)
- Françoise Queré
- Mazouz Ould-Abderrahmane

#### Az elveszett ártatlanság
Az előző epizódhoz képest a Marceline-ben a szexualitás és a halál kapcsolata lényegesen merészebben jelenik meg, miközben a naturalisztikus képsorokat már-már egy mese ártatlanságát és naivitását idéző motívumok színezik. A maga módján Marceline épp oly különös és izgalmas kalandot él át, mint Lewis Carroll hősnője az Alice Csodaországban című mesében, ráadásul mind Borowczyknál, mind Carrollnál fontos szereplő a rózsaszín szemű nyuszi. Szimbólumok bőségesen voltak a Margheritában is, a második történet azonban már önmagában szimbólum: az ártatlanság, a szüzesség elvesztésének jelképe. Ezt az ártatlanságot jelképezik a bárányok is: kiömlő vérüket Borowczyk a szüzesség elvesztésével járó vérzéssel hozza összefüggésbe. Petrus, a mészárosfiú a film elején báránykához hasonlítja Marceline-t, akivel fog még találkozni, bár az ő kése nem bántja az ilyen bárányt. A lány dús, göndör fürtjei a bárányok göndör bundájára utalnak. Marceline a kamaszkor átmeneti állapotában van: már nem kislány, de még nem felnőtt nő. Ezt fejezi ki a testiséghez való viszonya is, amelyben az érdeklődés éppúgy jelen van (maszturbáció a kertben, suta felajánlkozása Petrusnak), mint a félelem (riadtan elhúzódik a film elején, amikor a néger megérinti a mellét, és védekezni próbál az akolban, amikor Petrus egyértelműen a tettek mezejére lép). A kisnyuszi szintén ezt az átmeneti állapotot jelképezi. Mint agyondédelgetett „játékszer”, egyértelműen a gyerekkor világához kapcsolódik. Ugyanakkor Marceline számára az egyetlen igazi társat jelenti, akihez úgy beszél, mint egy emberhez; óvja és kényezteti, még teste legintimebb részéhez is odaengedi. Amikor a szülők eltiltják az állattól, méghozzá a lehető legkegyetlenebb módon, azzal valójában lányuk szexualitásába avatkoznak be (= megakadályozzák kötődését egy családon kívüli élőlényhez). Amikor arról beszélnek, hogy feltétlen engedelmességet és tiszteletet várnak tőle (bár viselkedésük főleg az utóbbira nem sok okot szolgáltat), lényegében a gyermeki szerepkörbe kényszerítik vissza, miközben álszent módon arról papolnak, hogy Marceline már kinőtt abból a korból, hogy gyerekként viselkedjen.
Marceline éjszakai látogatása Petrusnál lázadás a szülői akarat ellen, az a lélektani pont, amikor a feltörő szexualitás ledönti a társadalmi korlátokat, a szülők által felállított tilalomfákat. Marceline az akolban veszti el a szüzességét, ott folyik ki a vére, ahol másnap az ártatlan bárányok is elvéreznek majd. A szexualitás világába való tényleges belépés a lány számára azonban fájdalmas és megrázó élmény, nyilvánvalóan össze sem lehet hasonlítani azzal a magányos idillel, amelyre a kertben került sor a kisnyúl közreműködésével. Petrus nem csupán azért végzi a kötélen, mert akarata ellenére tette magáévá Marceline-t, hanem azért is, mert hazudott neki. Hiszen a film elején azt mondta, sose bántaná az olyan báránykát, mint Marceline, mégis a lány vére folyt általa. Marceline-t szülei is becsapták, mikor azzal tetézték kegyetlenségüket, hogy hiú reményeket ébresztettek benne: apja azt mondta, hogy ebéd után majd megkeresheti a fenyvesben a nyusziját, holott szülei tudták, hogy az állat már nem él. (Olyasfajta, szinte a perverzióval határos megtévesztés ez, amelyhez hasonló Borowczyk legelső játékfilmjében, az 1968-ban készült Goto, a szerelem szigetében is elhangzik Grozo szájából, mikor azzal ringatja hiú reményekbe Glossiát, hogy levelet küldet a nő szeretőjének, noha tudja, hogy a férfi már meghalt.) Marceline úgy öli meg a szüleit, hogy a gyanút Petrusra tereli, hiszen az ő késével követi el a gyilkosságot, és a fiú sapkáját is a tetthelyen hagyja. Nyilvánvaló lesz majd a rendőrség számára, hogy Petrus a kettős gyilkosság miatti bűntudat következtében lett öngyilkos. Marceline egyetlen éjszaka elégtételt vesz azokon, akik lelkileg és fizikailag bántalmazták őt. A történet befejezése Borowczykra jellemző módon ambivalens érzéseket kelt a nézőben: Marceline egyrészt szörnyű dolgokat követett el, mégis azok által került vissza a gyermekkor ártatlan és paradicsomi világába, melynek élményét meg tudta őrizni magában, és amelyről társnőinek mesél az árvaházban. Másrészt nem zárható ki az az értelmezés sem, hogy amit az árvaházi jelenetig láttunk, az csupán egy olyan történet, melyet Marceline olvasott, és sajátjaként ad tovább, kellő fantáziával kiszínezve. Ez a lehetőség megmagyarázná, hogy a szülők miért karikatúraszerűen jelennek meg, illetve izgalmas magyarázatot adna arra, miért is van Marceline árvaházban. A négerrel való szexuális érintkezés ily módon a magányos kamaszlány felfokozott fantáziájának termékeként értelmezhető.

#### Érdekességek
- A történet André Pieyre de Mandiargues Le sang de l’agneau (A bárány vére) című novelláján alapul, amely a Le musée noir (Párizs, 1946, Robert Laffont) című kötetben jelent meg először. Borowczyk még 3 alkalommal forgatott Mandiargues írásai alapján: az Erkölcstelen mesék (1974) első epizódját (A dagály), valamint a Periféria (1976) és a Szerelmi szertartás (1988) című játékfilmjeit.

- Hassane Fall szerepelt Borowczyk A bestia (1975) című filmjében is, melyben a néger inast alakította.

### Marie

#### A cselekmény
|  | Alább a cselekmény részletei következnek! |

Marie egy sikeres képkereskedő felesége. Férjével együtt indul el egy üzleti megbeszélésre. A kocsiban a kiadásaikról beszélnek. A nő azt kéri, hogy néhány percre álljanak meg egy könyvkereskedés előtt, be kell mennie egy megrendelt könyvért. Amíg az utca túloldalán megpróbál leparkolni, addig a férj nem látja a feleségét. Marie be sem tud menni a könyvesboltba: az üzlet előtt kidobott lomként heverő nagy kartondobozból hirtelen kinyúl egy kéz, és berántja az asszonyt a dobozba. Az ismeretlen álarcos férfi, Monsieur Antoine pisztolyt szorít a nő arcához. Közli, hogy váltságdíjat fog kérni Marie-ért. Óvatosan araszolgatva indulnak el, senkinek nem tűnik fel, hogy a nagy doboz időről időre néhány centiméterrel odébb kerül. Végül eljutnak a férfi furgonjához. Monsieur Antoine azonnal belöki a nőt a hátsó raktérbe. A nőnek le kell vennie az összes ékszerét, utána elrablója megbilincseli. Ezalatt a kocsiban várakozó férj egyre türelmetlenebb. Végül bemegy a könyvesboltba, ahol a tulajdonos azt mondja, nem is látta aznap Marie-t. Közben a furgon elindul. Útközben Monsieur Antoine elmondja a tervét, hiába tiltakozik Marie, hogy kiadásaik miatt nincs annyi pénzük, amennyit elrablója kér. A terv részeként Marie-nek egy fülkéből fel kell hívnia a férjét. A házaspár kutyája, César ugatása miatt a férfi alig érti neje szavait. Természetesen megígéri, hogy mindent megtesz a pénz megszerzése érdekében.
César kiszökik a lakásból, és gazdája után indul. A könyvesbolthoz megy először (nyilván gazdájával már járt ott). A szagok alapján megy tovább Párizs utcáin, eljut ahhoz a fülkéhez is, ahonnan Marie telefonált. A nő találkozik férjével egy vidámparkban. A tettes távolabbról egy távcsöves puskával tartja sakkban őket. A férj nem hozott pénzt, mondván, hogy napokba telik összeszednie a követelt összeget. Marie figyelmezteti, hogy ha nincs meg másnapra a váltságdíj, Monsieur Antoine mindkettőjüket meg fogja ölni. A sikertelen találkozás után a furgon a Szajna partján, egy félreeső helyen áll meg. Monsieur Antoine ott kívánja tölteni az éjszakát foglyával egyetemben. Méghozzá a lehető legkellemesebb módon: a nőnek le kell vetkőznie, majd  az emberrabló is leveti a ruháját, hogy magáévá tegye a zokogó Marie-t. Az aktus után mindketten álomba merülnek. Egy kutya ugatására ébrednek. César az. Monsieur Antoine kiszáll a furgonból, a kutya pedig azonnal rátámad, és a legérzékenyebb testrészén harapja meg. A fájdalomtól kóválygó férfi a sötétben egészen a vízpartig bukdácsol, ahonnan beleesik a folyóba. Hamarosan megérkezik a férj is. César őt is megtámadja, és megharapja. Marie befogja a fülét, hogy ne hallja a férfi segélykiáltásait. A sötétben a férj pontosan ugyanúgy jár, mint az emberrabló: belezuhan a folyóba. Marie boldogan öleli magához megmentőjét, a hűséges kutyát…

#### Főszereplők
- Pascale Christophe (Marie)
- Gérard Ismaël (Antoine)
- Henri Piégay (a férj)
- Bernard Hiard (az antikvárius)

#### A nő illata
Marie története egyrészt szürrealisztikus, másrészt bizarr humorral színezett. Párizs számos rejtélyes kalandhistória közismert helyszíne, az átlag külföldi hajlamos azt hinni, hogy minden sarkon egy Fantômas vagy egy Arsène Lupin leselkedik. Marie elrablása a hatalmas kartondoboz segítségével a morbid humor megnyilvánulása, mintha az álruhás Clouseau felügyelő újabb akciójába csöppenne a néző. Az egész epizód képi világára a cinéma vérité stílusa jellemző, melyet Borowczyk korábban a Perifériában, később pedig a Szerelmi szertartásban alkalmazott. A furgon belsejében az emberrabló egy hatalmas, dárdaszerű tárggyal ijesztgeti az asszonyt, miközben átlagon felüli férfiasságával dicsekszik. A rendező a péniszt egy veszélyes szúrófegyverrel hozza kapcsolatba, újabb szimbólummal utalva a szexualitás és a halál kapcsolatára. (A Dr. Jekyll és a nőkben maga a hímvessző a halált okozó „fegyver”.) A szürrealizmus legnyilvánvalóbb megjelenése a filmben Césarhoz, a kutyához kapcsolódik. Az állat meghallja a nő hangját a telefonban, s az asszony illatát követve indul gazdája felkutatására a forgalmas utcákon, a gyönyörű parkokon át egészen az éjszakai folyópartig.
Bizarr elrablásának köszönhetően Marie radikálisan szembesül azzal a helyzettel, amely a hétköznapjait is végigkíséri. Férfitekintetek kereszttüzében él, hol mint szexuális objektum, hol mint adás-vétel tárgya. Borowczyk apró fogásokkal érzékelteti ezt a helyzetet: a férfi álarcának szemkivágásai, a távcsöves puska keresőjén át mutatott látvány a férfi tekintetek fontosságát hangsúlyozza. Figyelembe véve, hogy a fegyver egyébként is gyakori szexuális szimbólum, amikor a puska Marie-re szegeződik, a szexuális jelentéstartalmak teljesen egyértelművé válnak. Monsieur Antoine, majd a férj kasztrálása a kutya által szintén annak szimbóluma, hogy valójában milyen vonatkozású is volt a Marie-re leselkedő veszedelem. A befejezés a rendező szándéka szerint egyértelműen boldognak mondható, erre utal az is, hogy a kísérőzene átvált a főcím vidám dallamára.

#### Érdekességek
- Pascale Christophe Báthori Erzsébet fiúruhába öltöztetett apródját és szeretőjét alakította az Erkölcstelen mesék harmadik epizódjában.
- Az epizódból nem derül ki, hogy a férj végül hogyan jutott el a Szajna partjára, ahol az emberrabló furgonja parkolt. Elképzelhető, hogy az ezt megmagyarázó képsort Borowczyk kivágta, mert a történet szempontjából fontosabbnak találta, hogy a két férfi halála közvetlenül egymás után következzen, de az sem kizárt, hogy eleve nem tartotta lényegesnek, hogy erre magyarázatot adjon.